# Helena (żona Stefana Urosza I)
Helena – żona króla serbskiego Stefana Urosza I.

## Pochodzenie
Niewiele wiadomo o pochodzeniu Heleny. Arcybiskup Daniło pisze, że pochodziła z francuskiego rodu, a jego anonimowy kontynuator dodaje, że była to rodzina królewska lub cesarska. Jerzy Akropolites uważa, że pochodziła z rodziny królów węgierskich.
Istnieje kilka hipotez dotyczących pochodzenia Heleny:
- Zdaniem J. Fine'a Helena była katoliczką pochodzącą z francuskiego rodu, prawdopodobnie Valois[2].
- Według Europäische Stammtafeln Helena była związana z Andegawenami sycylijskimi i była siostrą Marii, żony Anseau de Chaurs/Cayeux, zarządzającego Albanią w imieniu Karola I Andegaweńskiego, króla Sycylii. Zarówno bowiem Karol I, jak i jego syn Karol II Andegaweński tytułują Helenę i Marię: consanguinea nostra/cognata nostra/affinis nostra[3][1].
- McDaniel uważa Marię de Chau za żonę Anzelma Keu, który może być identyfikowany z Anseau (V) de Cayeux. Gdyby tak było to Helena (i Maria) byłyby córkami Jana "Kaloioannesa" Angelosa i Mathilde von Vianden[1] (córki Henryka I hrabiego Vianden i Małgorzaty de Courtenay[4]).  Jan "Kaloioannes" Angelos był synem cesarza bizantyńskiego Izaaka II Angelosa i jego drugiej żony Małgorzaty węgierskiej, co pozwala McDanielowi pogodzić relacje serbskie o cesarskim lub królewskim pochodzeniu Heleny z uwagą Akropolitesa o krwi węgierskiej.
- Steven Runciman uważa, że Helena była córką Baldwina II de Courtenay, ostatniego cesarza łacińskiego[5].

## Królowa Serbii
Helena urodziła się około 1236 roku. Około 1250 roku poślubiła Stefana Urosza I.
Niezależnie od trudnej do rozstrzygnięcia kwestii pochodzenia Heleny nie budzi wątpliwości jej zdecydowanie antybizantyńska postawa. Kiedy w 1265 roku jej mąż Stefan Urosz I wypowiedział Dubrownikowi wojnę wspierającą Cesarstwo Bizantyńskie w jego konflikcie z Wenecją, Helena, przeciwna polityce męża, nawiązała w sekrecie kontakt z miastem, obiecując donieść o planowanych posunięciach wojsk serbskich. Jej sprzeciwem, tłumaczy S. Runciman, również niepowodzenie bizantyńskiej misji dyplomatycznej mającej doprowadzić do przymierza z Serbią poprzez ślub księżniczki bizantyńskiej z młodszym synem królewskim, Stefanem Milutinem. Podobnie, zdaniem Runcimana, tłumaczyć należy późniejsze przejście Stefana Urosza I do obozu antybizantyńskiego tworzonego przez Karola I Andegaweńskiego, jak i zdecydowanie antybizantyńską politykę syna Heleny, Stefana II Milutina.
W 1276 roku przeciw ojcu wystąpił najstarszy syn królewskiej pary Stefan Dragutin. Dzięki poparciu prowincjonalnego możnowładztwa niechętnego centralistycznej polityce Stefana Urosza I i pomocy teścia Stefana V węgierskiego pokonał ojca w bitwie pod Gackiem i zmusił go do abdykacji. Jeszcze w tym samym roku, pragnąc zaspokoić swoich stronników, domagających się większej autonomii, Dragutin wydzielił ze swego królestwa dzielnicę obejmującą Zetę, Trawunię  i zachodnią Serbię ze źródłami Ibaru i górnym Limem oraz część wybrzeża obejmującą Konawli z Cavtatem, którą oddał swej matce. Ustanawiając matkę zarządcą połączonych Zety i Trawunii Dragutin zyskał silnego sprzymierzeńca w następnych latach. Na dworze Heleny w Skadarze zamieszkał jej młodszy syn Milutin, który poślubił córkę Jana z Tesalii. W 1282 roku Dragutin zrzekł się władzy na rzecz Milutina. Nowy król potwierdził prawa matki do Trawunii i Zety.
Na swoich ziemiach Helena wspierała misje franciszkańskie. W 1283 roku istniały wspierane przez nią misje w Barze, Kotorze i Ulcinju. Misja w Ulcinju (a prawdopodobnie również w Kotorze) stała się w 1288 roku pełnoprawnym klasztorem. W tym samym roku Helena ufundowała klasztor franciszkański w swojej rezydencji we Skadarze.
Helena zmarła jako mniszka 8 lutego 1314 roku w kościele świętego Mikołaja w Skadarze. Została pochowana w klasztorze w Gradacu, który sama kazała wybudować. Została ogłoszona świętą Serbskiego Kościoła Prawosławnego. Jej wspomnnienie obchodzi się 12 listopada (30 października).

## Potomstwo
Z małżeństwa Stefana Urosza I i Heleny przyszło na świat czworo dzieci:
- Stefan Dragutin – król Serbii w latach 1276–1282
- Stefan Milutin – król Serbii w latach 1282–1321
- córka Brnjača – która poślubiła żupana Jerzego, uwięzionego na Węgrzech w 1269 roku
- Stefan – zmarły przed 1264 rokiem[13]